# Aki Cederberg
Aki Cederberg (nacido en 1978) es un escritor, músico y cineasta finlandés. Ha escrito libros sobre las religiones indias y el paganismo moderno europeo, entre ellos Journeys in the Kali Yuga (2017) y Pyhä Eurooppa (lit. 'Europa Santa', 2020).

## Primeros años de vida
Aki Cederberg nació en Helsinki (Finlandia) en 1978. Es licenciado en cultura y artes. Interesado en cuestiones espirituales desde una edad temprana, exploró el esoterismo occidental y las obras de Aleister Crowley antes de pasarse al paganismo moderno europeo, que él define como una visión mitopoética del mundo. Como quería conectar con una tradición viva, empezó a hacer viajes a la India para conocer a gurús y explorar las tradiciones religiosas indias. Su primer viaje a la India duró tres meses y siguió regresando al país durante los siguientes diez años.

## Carrera de escritor
Cederberg ha escrito para The Fenris Wolf, una serie de antologías de la editorial Edda. Las experiencias que tuvo en la India y Nepal son la base de sus libros Pyhiinvaellus (lit. 'Peregrinaje') de 2013 y Journeys in the Kali Yuga: A Pilgrimage from Esoteric India to Pagan Europe, publicado en 2017. Al final de este último libro, Cederberg rechaza el universalismo y el exotismo espiritual y defiende que los occidentales se acerquen a la espiritualidad a través de los dioses de sus tradiciones nativas, en el caso de Cederberg el paganismo de los países nórdicos. Publishers Weekly calificó Viajes en el Kali Yuga de "memorias viscerales y evocadoras" en las que el autor no actúa "ni de guía ni de gurú, permitiendo a los lectores participar realmente en su viaje sin preocuparse por lo que deben aprender exactamente".
El siguiente libro de Cederberg, Pyhä Eurooppa (lit. "Europa sagrada"), se publicó en 2020 y es un cuaderno de viaje sobre lugares de Europa con fama de sagrados. Cederberg utiliza esto para argumentar que los seres humanos necesitan un sentido de santidad y significado en la vida, que contrasta con el materialismo y la explotación. El libro analiza cómo el patrimonio cultural y espiritual europeo se ha asociado a la política nacionalista y de extrema derecha, algo de lo que Cederberg reniega. A. W. Yrjänä, de Helsingin Sanomat, calificó el libro de "extrañamente refrescante" por su rechazo a la ironía y su llamamiento directo a la espiritualidad. Ville Hytönen [fi], de Turun Sanomat, destacó y elogió el argumento del libro sobre la necesidad humana de conectar con las generaciones anteriores, que tanto el capitalismo como la Unión Soviética han sido incapaces de satisfacer.

## Otro trabajo
Cederberg ha estado activo como músico y cineasta. Ha sido miembro de varios grupos musicales y ha realizado la película Taiwaskivi (2009) con el grupo audovisivo Halo Manash. Ha trabajado como ayudante de dirección en varios largometrajes finlandeses y ha realizado un documental sobre el making-of de la película Christmas Story (2007).